# FC Dinamo București în sezonul 1985-1986
Sezonul 1985-86 este al 37-lea sezon pentru FC Dinamo București în Divizia A. Pentru Dinamo, avea să înceapă era Mircea Lucescu, tehnicianul fiind adus pe bancă în etapa a 14-a. Chiar la finalul sezonului avea să aducă și un trofeu pentru Dinamo, cucerind Cupa României în finala cu Steaua, echipă care tocmai devenise campioană a Europei.
În campionat, Dinamo a mers modest, încheind doar pe locul patru, dar a salvat sezonul prin Cupa României. Nici în Europa rezultatele nu au fost strălucitoare, Dinamo fiind eliminată în primul tur al Cupei UEFA de Vardar Skopje din Iugoslavia.
La meciul cu FC Bihor din antepenultima etapă, antrenorul secund Florin Cheran l-a înlocuit în minutul 74 pe Mihăescu, din cauza problemelor de efectiv din lotul dinamovist. Astfel, ajuns la 39 de ani, Cheran revenea în activitate după o pauză de patru sezoane.

## Rezultate
| Divizia A | Divizia A          | Divizia A             | Divizia A | Divizia A |
| Etapa     | Data               | Adversar              | Stadion   | Rezultat  |
| --------- | ------------------ | --------------------- | --------- | --------- |
| 1         | 4 august 1985      | SC Bacău              | deplasare | 1-0       |
| 2         | 11 august 1985     | U Cluj                | acasă     | 1-0       |
| 3         | 14 august 1985     | Chimia Râmnicu Vâlcea | acasă     | 3-0       |
| 4         | 18 august 1985     | Steaua București      | deplasare | 0-1       |
| 5         | 1 septembrie 1985  | FC Olt                | acasă     | 2-0       |
| 6         | 14 septembrie 1985 | FC Argeș              | acasă     | 0-2       |
| 7         | 24 septembrie 1985 | Victoria București    | acasă     | 3-2       |
| 8         | 28 septembrie 1985 | Petrolul Ploiești     | deplasare | 0-0       |
| 9         | 5 octombrie 1985   | Rapid București       | acasă     | 2-1       |
| 10        | 18 octombrie 1985  | Poli Timișoara        | deplasare | 0-2       |
| 11        | 27 octombrie 1985  | FCM Brașov            | acasă     | 4-0       |
| 12        | 1 noiembrie 1985   | ASA Târgu Mureș       | acasă     | 1-1       |
| 13        | 17 noiembrie 1985  | U Craiova             | deplasare | 0-0       |
| 14        | 20 noiembrie 1985  | Sportul Studențesc    | deplasare | 1-2       |
| 15        | 24 noiembrie 1985  | FC Bihor              | acasă     | 5-1       |
| 16        | 1 decembrie 1985   | Gloria Buzău          | deplasare | 3-1       |
| 17        | 8 decembrie 1985   | Corvinul Hunedoara    | acasă     | 0-0       |
| 18        | 8 martie 1986      | SC Bacău              | acasă     | 3-1       |
| 19        | 11 martie 1986     | U Cluj                | deplasare | 1-0       |
| 20        | 22 martie 1986     | Chimia Râmnicu Vâlcea | deplasare | 2-2       |
| 21        | 28 mai 1986        | Steaua București      | acasă     | 2-1       |
| 22        | 2 aprilie 1986     | FC Olt                | deplasare | 1-0       |
| 23        | 6 aprilie 1986     | FC Argeș              | deplasare | 1-0       |
| 24        | 13 aprilie 1986    | Victoria București    | deplasare | 0-0       |
| 25        | 19 aprilie 1986    | Petrolul Ploiești     | acasă     | 1-0       |
| 26        | 27 aprilie 1986    | Rapid București       | deplasare | 0-1       |
| 27        | 10 mai 1986        | Poli Timișoara        | acasă     | 2-1       |
| 28        | 18 mai 1986        | FCM Brașov            | deplasare | 0-1       |
| 29        | 21 mai 1986        | ASA Târgu Mureș       | deplasare | 1-0       |
| 30        | 25 mai 1986        | U Craiova             | acasă     | 4-0       |
| 31        | 31 mai 1986        | Sportul Studențesc    | acasă     | 0-5       |
| 32        | 8 iunie 1986       | FC Bihor              | deplasare | 2-0       |
| 33        | 15 iunie 1986      | Gloria Buzău          | acasă     | 2-0       |
| 34        | 18 iunie 1986      | Corvinul Hunedoara    | deplasare | 1-2       |

| Cupa României | Cupa României     | Cupa României      | Cupa României | Cupa României |
| Etapa         | Data              | Adversar           | Stadion       | Rezultat      |
| ------------- | ----------------- | ------------------ | ------------- | ------------- |
| șaisprezecimi | 5 decembrie 1985  | CS Târgoviște      | deplasare     | 2-0           |
| optimi        | 22 februarie 1986 | U Cluj             | Alba Iulia    | 3-1           |
| sferturi      | 14 mai 1986       | U Craiova          | Pitești       | 4-2 (pen.)    |
| semifinale    | 21 iunie 1986     | Victoria București | București     | 4-2           |
| finala        | 25 iunie 1986     | Steaua București   | București     | 1-0           |

| Câștigătorii Cupei României, ediția 1985-86 |
| ------------------------------------------- |
| Dinamo București Al Șaselea Trofeu          |

| Legendă    |
| ---------- |
| victorie   |
| egal       |
| înfrângere |

## Finala Cupei României
| 25 iunie 1986 18:00 | Dinamo București     | 1 – 0 | Steaua București | Stadionul 23 August, București Spectatori: 40.000 Arbitru: Radu Petrescu (Brașov) |
| 25 iunie 1986 18:00 | Marian Damaschin 71' |       |                  | Stadionul 23 August, București Spectatori: 40.000 Arbitru: Radu Petrescu (Brașov) |

| DINAMO:        |                   |     |     |
|                |                   |     |     |
| P              | Dumitru Moraru    |     |     |
| F              | Ioan Varga        |     |     |
| F              | Alexandru Nicolae |     |     |
| F              | Lică Movilă       |     |     |
| F              | Nelu Stănescu     | 46' |     |
| M              | Mircea Rednic     |     |     |
| M              | Marin Dragnea     |     |     |
| M              | Ioan Andone       |     |     |
| A              | Alexandru Suciu   |     |     |
| A              | Marian Damaschin  |     |     |
| A              | Costel Orac       |     |     |
| Înlocuiri:     |                   |     |     |
| F              | Iulian Mihăescu   | 46' | 89' |
| F              | Nistor Văidean    | 89' |     |
| Antrenor:      |                   |     |     |
| Mircea Lucescu |                   |     |     |

| STEAUA:      |                    |     |
|              |                    |     |
| P            | Helmut Duckadam    |     |
| F            | Ștefan Iovan       |     |
| F            | Adrian Bumbescu    |     |
| F            | Miodrag Belodedici |     |
| F            | Ilie Bărbulescu    |     |
| M            | Gavril Balint      |     |
| M            | Tudorel Stoica     |     |
| M            | Ladislau Bölöni    |     |
| M            | Mihail Majearu     | 75' |
| A            | Victor Pițurcă     |     |
| A            | Marius Lăcătuș     |     |
| Înlocuiri:   |                    |     |
| M            | Lucian Bălan       | 75' |
| Antrenor:    |                    |     |
| Emeric Ienei |                    |     |

## Cupa UEFA
Turul întâi
| 18 septembrie 1985 | Dinamo București                            | 2 – 1 | Vardar Skopje   | Stadionul Dinamo, București Spectatori: 15.000 Arbitru: Butenko (URSS) |
| 18 septembrie 1985 | Mircea Rednic 28' Ionel Augustin 50' (pen.) |       | Darko Pancev 9' | Stadionul Dinamo, București Spectatori: 15.000 Arbitru: Butenko (URSS) |

| 2 octombrie 1985 | Vardar Skopje | 1 – 0 | Dinamo București | Stadionul Skoplje, Skopje Spectatori: 10.000 Arbitru: Pauly (RFG) |
| 2 octombrie 1985 | Sdravkov 46'  |       |                  | Stadionul Skoplje, Skopje Spectatori: 10.000 Arbitru: Pauly (RFG) |

Vardar s-a calificat mai departe grație golului marcat în deplasare, scorul general fiind 2-2.

## Echipa
Portari: Constantin Eftimescu, Dumitru Moraru, Florin Prunea.
Fundași: Ioan Andone, Vasile Jercălău, Iulian Mihăescu, Virgil Mitici, Alexandru Nicolae, Mircea Rednic, Nelu Stănescu, Dan Topolinschi.
Mijlocași: Marin Dragnea, Lică Movilă, Sorin Răducanu, Daniel Sava, Alexandru Suciu, Ioan Varga, Nistor Văidean, Ioan Zare.
Atacanți: Ionel Augustin, Marian Damaschin, Costel Orac, Gheorghe Tulba.

## Transferuri
Dinamo îi aduce pe Nistor Văidean (FCM Brașov), Marian Damaschin (Poli Iași). Pleacă Cornel Țălnar la FCM Brașov, Eugen Frincu la Politehnica Iasi, Nicușor Vlad, Teofil Stredie și Ionel Augustin la Victoria București (în retur). Debutează printre alții Vasile Jercălău, Florin Răducioiu și Florin Prunea.